# Phoebolampta
Phoebolampta is een geslacht van rechtvleugeligen uit de familie sabelsprinkhanen (Tettigoniidae). De wetenschappelijke naam van dit geslacht is voor het eerst geldig gepubliceerd in 1878 door Brunner von Wattenwyl.

## Soorten
Het geslacht Phoebolampta omvat de volgende soorten:
- Phoebolampta caeruleotergum Heads, 2008
- Phoebolampta cubensis Rehn, 1907
- Phoebolampta excellens Walker, 1869
- Phoebolampta subaequale Walker, 1869